# Reto Müller (Tischtennisspieler)
Reto Müller (* 29. März 1974) ist ein Schweizer Tischtennisspieler und -trainer. Er spielte in der Schweiz, Deutschland und Frankreich, wurde 1998 Schweizer Cupsieger und gewann zahlreiche Einzel- und Doppel-Titel an nationalen Turnieren.

## Karriere als Spieler
Müller spielte von 1986 bis 1992 beim TTC Olten und stieg während dieser Zeit von der 4. Liga bis zur 1. Liga auf. 1993 wechselte er zum TTC Wettstein Basel und spielte dort in der NLC und der NLB. Die Saisons 1996/97 und 1997/98 spielte er bei Young Stars Zürich in der NLB und wurde dort 1998 Schweizer Cupsieger. Anschliessend spielte Müller für eine Saison beim TTC Münsingen in der höchsten Schweizer Liga, der NLA, bevor er für die Saison 1999/2000 nach Deutschland in die Badenliga zum ESV Weil am Rhein wechselte. Die nächste Station 2000/2001 war der T.T. St. Louis in Frankreich (NL2). Danach spielte er nochmals beim TTC Wettstein Basel in der NLB, wo er sich in der Saison 2003/2004 schwer am Rücken verletzte. Nach einer dreijährigen Verletzungspause wurde er durch biokinematische Übungen wieder gesund und war von 2006 bis 2011 erneut bei St. Louis tätig. Von 2011 bis 2016 spielte er beim TTC Schöftland in der Schweizer NLC. Nach 3-jähriger Wettkampfpause gab er nochmals als Ergänzungsspieler 2019 ein Comeback in der NLB/NLC beim TTC Pratteln. Seit 2023 konzentriert er sich voll und ganz auf seine Trainerfunktion.
1991, 1992 und 1993 wurde Reto Müller gemeinsam mit Christian Pinker Vizeschweizermeister im Juniorendoppel U21 und 1994, 1996, 1999, 2001 sowie 2002, Schweizer Mannschaftsmeister im Firmensport., ausserdem 1994 Schweizer Meister im Doppel. An den Firmensport-Europameisterschaften von 1997, 1999, 2001 und 2003 erreichte er mit der Mannschaft von Smily Future die Plätze zwischen Rang 3 und 5. Nach fast 10 Jahren Pause im Firmensport wurde er mit Senn 2013, 2014 und 2015 3× infolge Schweizer Mannschafts-Vizemeister und war 3× Cupfinalist, darunter 2015 Cupsieger. 2017 wurde er zum wiederholten Male Schweizer Mannschafts-Vizemeister und stand einmal mehr im Cupfinal. 2018, 2019, 2022, 2023 wurde er Vize-Schweizermeister, 2024 Schweizer Meister.

## Karriere als Trainer
Bereits mit 18 Jahren liess er sich parallel zum Spitzensport als Trainer ausbilden. 1996 bis 1997 war er Regionalkadertrainer für Schüler/Jugend/Junioren in Aarau. 2002 bildete er sich zum J+S-Experten im Sportfach Tischtennis weiter und 2011 zum J+S-Experten Kids. 2017/18 bestand der die Prüfung zum Sportmentor. Sein erstes Engagement als Trainer war von 1992 bis 1996 beim TTC Olten. 2003 bis 2006 war er ausserdem individueller Konditionstrainer von swiss table tennis. 2003 erwarb er den eidgenössischen Fachausweis als Fitness-Instruktor (heute Spezialist für Bewegungs- und Gesundheitsförderung mit eidg. FA), drei Jahre später den eidgenössischen Fachausweis Trainer Leistungssport und wurde im gleichen Jahr Konditionstrainer Swiss Olympic. 2008 wurde er Personaltrainer SPTV. 2008 bis 2012 war er Trainer beim TTC Zofingen. Von 2002 bis 2010 war er Personaltrainer des mehrfachen Schweizer Mannschaftsmeisters und Cupsiegers Marc Altermatt. 2017–2018 war er Leiter Fitness- und Konditionstraining an der Tennisschule aarau-WEST in Oberentfelden (swiss tennis Partner Academy) und betreute Regional- und Nationalkaderspieler im Nachwuchsbereich sowie Privatpersonen. 2019–2021 betreute er weiterhin Regional- und Nationalkaderspieler bei NRG Tennis in Zofingen. In seiner Selbständigkeit als Personal-/Biokinematik- und Konditionstrainer betreut Reto Müller momentan Tischtennisspieler diverse Sportler verschiedenster Sportarten sowie Privatpersonen. Ausserdem gibt er verschiedene Workshops und Schulungen als Erwachsenenbildner für die SUVA, J+S, Verbände, Physiotherapie, Firmen und ist Prüfungsexperte für Berufstrainer.

## Privat
Müller ist verheiratet und Sport ist auch heute noch seine grosse Leidenschaft. Zu seinen Hobbys zählen nebst Tischtennis, Windsurfen, Skifahren, Tennis, Schwimmen, Tandemfahren, Wandern, Joggen, Kraft- und Koordinationstraining, Lesen, Texten, Familie, Freunde und Sport.